# Brezovica pri Stopičah
Brezovica pri Stopičah je naselje u slovenskoj Općini Novom Mestu. Brezovica pri Stopičah se nalazi u pokrajini Dolenjskoj i statističkoj regiji Jugoistočnoj Sloveniji. 

## Stanovništvo
Prema popisu stanovništva iz 2002. godine naselje je imalo 30 stanovnika.